# フアン・ホーベルク
フアン・エドゥアルド・ホーベルク（スペイン語: Juan Eduardo Hohberg、1926年6月19日 - 1996年4月30日）は、アルゼンチンとウルグアイのサッカー選手、サッカー指導者。ウルグアイ代表選手。ウルグアイ代表監督、エクアドル代表監督を歴任。選手時代のポジションはFW。

## クラブ歴
1946年にセントラル・コルドバ・デ・ロサリオで選手となった。1947年にCAロサリオ・セントラルに移籍。
1948年にCAペニャロールに移籍し1959年まで在籍した。彼の在籍期間中にペニャロールは6回リーグ制覇をいた。
その後、ラシン・クラブ・デ・モンテビデオ、ククタ・デポルティーボFCに在籍し引退した。

## 代表歴
ウルグアイ代表として1954 FIFAワールドカップに出場し3得点をあげた。そのうち2得点はハンガリー代表との準決勝に決めたもので、86分の彼の2点目で2-2となった試合は延長戦にまで縺れ込んだが、コチシュ・シャーンドルに2得点を浴びて敗北した。

## 監督歴
選手を引退したククタ・デポルティーボで監督となった。アトレティコ・ナシオナルの監督を経てパナシナイコスFCの監督に就任した。
1970年にはウルグアイ代表監督に就任し1970 FIFAワールドカップに出場、4位の結果を残した。
その後は、ペニャロールで監督した。1972年にスポルト・ボーイズの監督となりペルーに渡った。1974年にウニベルシタリオ・デポルテスでリーグ制覇、1977年と1978年にはアリアンサ・リマで再びリーグ制覇を達成した。
1981年にエクアドル代表の監督をし、1982年にCSエメレクの監督をした。その後は再びペルーで監督業を続けた。

## 個人
孫のアレハンドロ・ホーベルクはペルー代表のサッカー選手。